# Landelijke Faciliteit Rampenbestrijding
De Landelijke Faciliteit Rampenbestrijding (LFR) was een agentschap van het Ministerie van Binnenlandse Zaken en Koninkrijksrelaties. Het agentschap bestond van 1 januari 2005 tot 1 januari 2010, waarna het overging in het Instituut Fysieke Veiligheid.  
In het kabinetsbesluit Vuurwerkramp Enschede werd de oprichting aangekondigd van een landelijke voorziening voor rampenbestrijding. 